# Realschule am Tor zur Oberpfalz
Die Realschule am Tor zur Oberpfalz ist eine staatliche Realschule in der Stadt Kemnath (Bayern). Sie ist die größte von drei Realschulen im Landkreis Tirschenreuth.

## Geschichte
Am 18. April 1950 erging ein Schreiben des Stadtrats von Kemnath unter Bürgermeister Josef Högl an alle Schulen des Landkreises um zu erfahren, wie viele Schülerinnen und Schüler in eine 3-klassige Mittelschule eintreten würden. Es gingen genügend Anmeldungen ein, so dass am 9. Oktober 1950 der Stadtrat von Kemnath die Gründung einer staatlichen Mittelschule beschloss. Die Genehmigung durch das bayerische Staatsministerium erfolgte am 28. November 1950. Der Schulbetrieb wurde zunächst mit einer Knabenklasse in einer als provisorischen Schulraum genutzten ehemaligen Garage aufgenommen.
Ebenfalls im Oktober 1950 wurde der Bau eines ebenerdigen Schulgebäudes beschlossen, das nach und nach erweitert werden sollte.
Am 21. März 1951 entschied der Kreistag, die Mittelschule in die Verwaltung des Kreises zu übernehmen. Zudem wurden die finanziellen Mittel für den ersten Bauabschnitt des Schulgebäudes genehmigt. Der Bau wurde zwischen August 1951 und Januar 1952 errichtet. Der im März 1952 neu gewählte Kreistag bewilligte anschließend die Fortführung des Baus, so dass das ursprüngliche Schulhaus zwischen Juli 1952 und Januar 1953 vollendet wurde.
Wegen der wachsenden Schülerzahlen – auch aufgrund der Erweiterung der Realschule von R3 zu R4 und seit dem Schuljahr 2002/03 zur R6 – musste das Schulgebäude im Laufe der Jahrzehnte immer wieder mit Anbauten wie Klassenzimmern und Fachräumen, dem Verwaltungstrakt, der Turnhalle, zwei Pausenhöfen und dem Freisportgelände erweitert bzw. aufgestockt werden.
Zum Schuljahr 2007/08 war die Schülerzahl auf 1001 angestiegen. Die akute Raumnot konnte beseitigt werden, indem das der Realschule gegenüberliegende Förderzentrum in das Gebäude der früheren Volksschule Immenreuth ausgelagert wurde. Ab Herbst 2007 konnten die Schüler somit im Haupt- und dem hinzugekommenen Nebengebäude unterrichtet werden. Seit März 2025 wird im neuen Schulgebäude in der Badstraße 9 unterrichtet, welches seit Oktober 2021 gebaut wurde.

## Schulname
Der Name „Realschule am Tor zur Oberpfalz“, der sich auf die Lage der Schule nahe dem benachbarten Regierungsbezirk Oberfranken bezieht, wurde im Schuljahr 2016/17 verliehen. Dazu wurde von Elisabeth Vogel, die an der Schule als Lehrerin tätig ist, das aktuelle Schullogo erschaffen. Es setzt sich zusammen aus dem Tor zum Stadtplatz Kemnath, der Kemnather Stadtpfarrkirche mit Turm und dem nahe gelegenen Berg Rauher Kulm (Oberpfalz).

## Auszeichnungen und Besonderheiten
- Fairtrade-School[5]
- Schule ohne Rassismus – Schule mit Courage[6]
- MINT21-Projektschule, MINT-Stunde in der Jahrgangsstufe 6, MINT-Projektnachmittage in der Ganztagsschule[7]
- DELF Prüfungszentrum
- MINT Preise: 1. Platz 2015 und 3. Platz 2016 beim „BesTec“-Wettbewerb der Scheubeck-Jansen Stiftung, 1. BesTec-Preis 2017 der Scheubeck-Jansen Stiftung für die Infotheke der Realschule Kemnath, MINT21 Förderpreis 2015, Technikscouts-Bayernfinale Gewinner 2015,[8] MINT21 Preis für die Infotheke der Realschule Kemnath[9], MINT21-Sonderpreis 2020[10], MINT-Preis 2022[11]
- Schülerzeitungspreis „Die Raute“ der Hanns-Seidel-Stiftung in den Jahren 2016[12], 2017[13] und 2018[14]
- Sportabzeichen Schulwettbewerb Landessieger in den Jahren 2016,[15] 2017,[16] 2018[17]
- Auszeichnung für herausragendes außerunterrichtliches Engagement im Schuljahr 2015/16 im Regierungsbezirk Oberpfalz[18]
- 1. Platz im Wettbewerb „außerschulische Aktivitäten“ des Bayerischen Staatsministeriums für Unterricht und Kultus im Regierungsbezirk Oberpfalz 2018[19]
- Preisträger des Schreib- und Kreativwettbewerbs der Hanns-Seidel-Stiftung 2019[20]
- Talentklasse Kunst[21]
- offenes und gebundenes Ganztagesangebot[22]
- bilingualer Geschichtsunterricht[23]
- zertifizierte Medientutoren, ausgebildet vom T1 Jugendmedienzentrum Nordoberpfalz[24]
- Hans-Weber-Preis 2020[25]
- Oberpfälzer Realschulpreis „Maxel“ für die Medientutoren der Realschule Kemnath 2021[26]
- Partnerschule von Siemens Healthineers[27]
- Partnerschule für Verbraucherbildung[28]
- Schulprofil „Inklusion“[29]
- Teilnahme an „Plant for the Planet“[30] durch die „Kemnath Edition“ der „Guten Schokolade“[31]
- Berufswahlseminar in der 9. Jahrgangsstufe[32]
- Wahlfächer Robotik, CNC-Fräsen, 3D-Druck und Multimedia[33]
- Gute und gesunde Schule Bayern[34]
- Digitale Schule[35]
- Teilnahme am Digitus-Projekt[36] der LMU[37]
- Projektschule „Digitale Schule der Zukunft“[38]
- Teilnahme am Pilotversuch KI@School[39]
- Berufswahlsiegel des Bildungswerks der Bayerischen Wirtschaft[40]

## Schulleiter
- 1950–1964: Rudolf Sorgner
- 1964–1979: Ferdinand Roth
- 1979–1990: Eduard Donhof
- 1990–1997: Werner Höppel
- 1997–2003: Karl Härtl
- 2003–2013: Volker Diener
- 2013–2024: German Helgert[41]
- seit 2024: Holger König[42]

## Wahlpflichtfächergruppen
- Wahlpflichtfächergruppe I – Mathematisch-naturwissenschaftlicher Zweig mit Wahlpflichtfach Physik
- Wahlpflichtfächergruppe II – Wirtschaftswissenschaftlicher Zweig mit Wahlpflichtfach Betriebswirtschaftslehre/Rechnungswesen
- Wahlpflichtfächergruppe IIIa – Neusprachlicher Zweig mit Wahlpflichtfach Französisch
- Wahlpflichtfächergruppe IIIb – Sozialwissenschaftlicher und gestalterischer Zweig mit Wahlpflichtfach Haushalt und Ernährung

## Partnerschaften und Schüleraustausch
|  | Partnerschule Skalná                                |
|  | Partnerschule Základní škola Nepomuk (Stadt)        |
|  | Schüleraustausch Kent School of English Broadstairs |

## Verein der Freunde und Gönner der Staatlichen Realschule Kemnath
Der Förderverein der Realschule Kemnath wurde bereits am 17. November 1957 gegründet und hat es sich zur Aufgabe gemacht, Schüler, Lehrer und Eltern zu unterstützen. Er tritt über die Grenzen des Schulbudgets hinaus als Sponsor auf, um Schülern eine zeitgemäße Ausstattung mit modernsten Lehrmitteln bieten zu können und Projekte durchführen zu können. Erster Vorsitzender ist Altbürgermeister Werner Nickl.

## Bekannte ehemalige Schüler
- Werner Nickl, Altbürgermeister der Stadt Kemnath
- Gerd Schönfelder, deutscher Skirennfahrer

## Neues Schulgebäude
Der Kreistag des Landkreises Tirschenreuth hat im November 2018 den Neubau des Schulgebäudes beschlossen. Für geplante 35,2 Millionen Euro entsteht auf einem ca. 21000 Quadratmeter großen Grundstück nahe dem jetzigen Standort voraussichtlich bis 2024 ein komplett neues Schulgebäude mit Dreifachturnhalle für 850 Schüler. Die Arbeitsgemeinschaft ALN-GdlF (ALN Architekturbüro Leinhäupl + Neuber GmbH / Gutiérrez-delaFuente Arquitectos SLP) wird die neue Realschule Kemnath errichten. Der Kreistag des Landkreises Tirschenreuth hat den Neubau der Realschule für mindestens 63,2 Millionen Euro im Dezember 2020 genehmigt. Der Spatenstich erfolgte am 15. Oktober 2021. Die offizielle Einweihung des neuen Schulgebäudes für schließlich 75,6 Millionen Euro fand am 21. Februar 2025 statt, am 24. März 2025 erfolgte der offizielle Unterrichtsbeginn dort.